# Psykopolitik

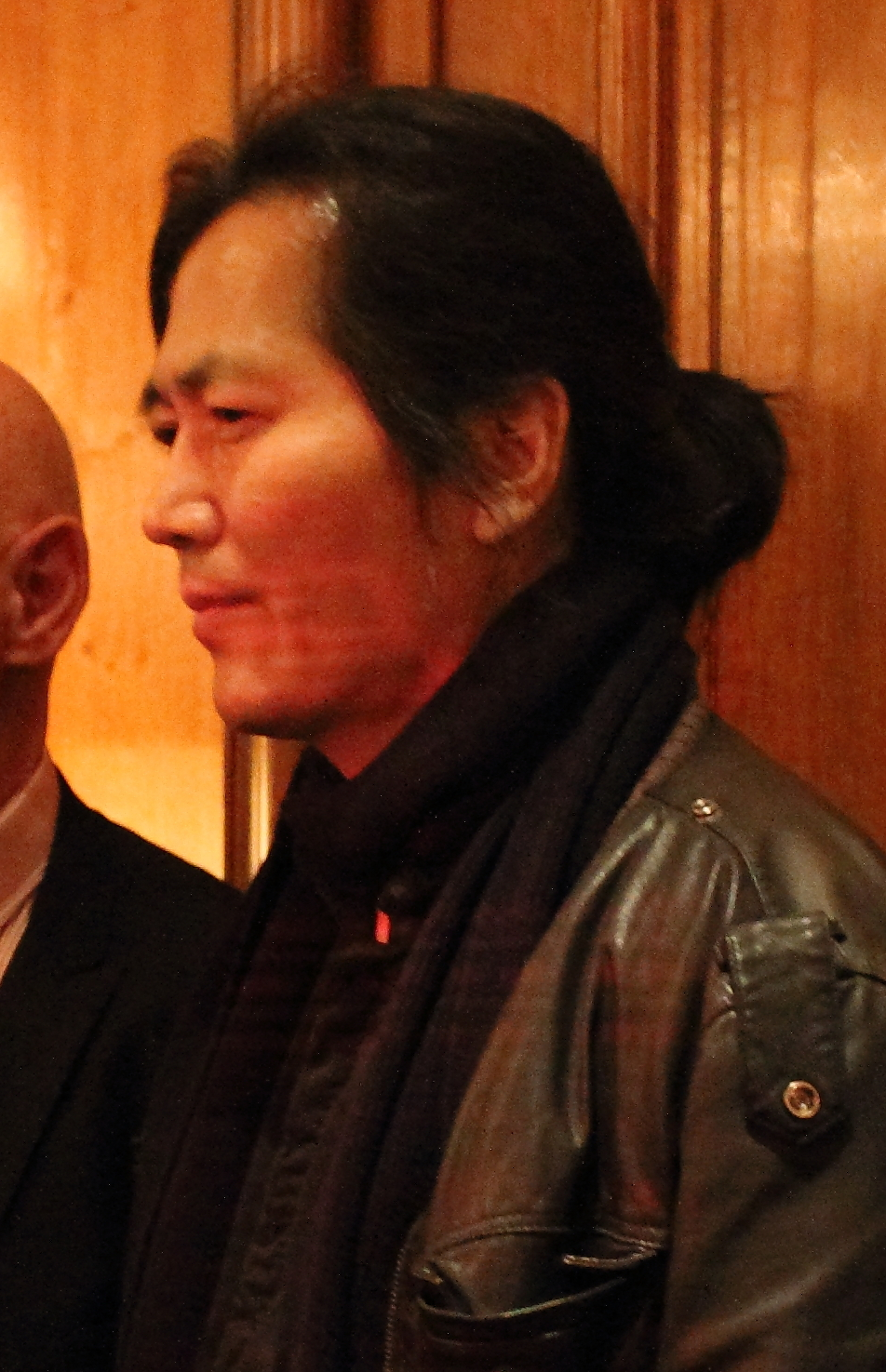
Byung-Chul Han, en framträdande tänkare beträffande psykopolitik.

Psykopolitik, engelska: psychopolitics, är en vetenskaplig term som avser att förklara hur samhället eller aktörer i samhället söker makt liksom inflytande över människors mentala processer. Den tysk-koreanske filosofen Byung-Chul Han menar att termen utdaterar Michel Foucaults term biomakt då det nyliberala samhället värderar makt över människans mentala processer högre än makten över människors kroppar. Enligt densamme skapas en ond spiral då nyliberala krafter med hjälp av algoritmiskt insamlad data kan manipulera samma människor som lämnade datan efter sig. Techjättars insyn i människors liv skapar ett panoptiokonfängelse likt det beskrivet av Jeremy Bentham.